# 去全球化
去全球化 (英語：Deglobalization)，亦作逆全球化，顧名思義，就是全球化過程的相反，也就是指一個把全世界各國及地區因為全球化而導致的相互依賴及整合回退的一個過程。
“全球化”可能指世界各國及地區在經濟、貿易、技術、文化及政治等各個維度方面的整合；同樣地，“去全球化”亦可能指上述各個維度的去整合化，但現時世界上有關的去全球化研究大多數與國際經濟相關。雖然“去全球化”是一個比較新的名詞，但這個過程在人類的歷史來說並不新鮮，例如：1850年到1914年及1950年到現在這兩段以“全球化”為正宗以外的時段，都以去全球化為正宗。不過由於來自美國的次貸風暴的影響，使美國國內及國外都引起去全球化的討論，意圖藉此而淡化風暴對國家的影響。
2023年，張忠謀在與《晶片戰爭》（CHIP WAR）作者米勒（Chris Miller）對談中表示，在晶片產業，「全球化已死」。

## 去全球化的量度
與全球化的量度一樣，去全球化的量度可以從幾方面入手，以下為四個比較常見的方向：
- 商品及服務：例如，出口加上入口的數字，比照國家收入或人均收入的比例
- 勞動人口：例如：移民的流入或流出比照整體人口的比率
- 資本：例如：直接投資的流入或流出比照國家收入或人均收入
- 技術：由於技術不能像以上三個量度一樣可出可入，而只能獲得，現時這方面的量度有以下三種量度方法：
  - 平均貿易壁壘
  - 勞動人口的移動管制
  - 對境外機構直接投資或境內對境外的直接投資的限制

### 註腳
1. 1 2  largehang. . 2009-05-18  [2009-05-31].[]
2. ↑  . 2009-03-27  [2009-05-31].[]
3. ↑  Kaur, Dashveenjit. . Tech Wire Asia. 2022-12-19  [2023-09-12]. （原始内容存档于2023-06-01） （美国英语）.

### 期刊
- 陳悅萱.  (PDF). 法印學報. 2021-12, (12): 179-193  [2023-09-14]. （原始内容存档 (PDF)于2022-09-27）.

## 參看
- 全球化
- 反全球化
- 全球化指数
- 貿易
- 保護主義
- 金德伯格陷阱